# Cúmulo abierto M34
Messier 34 (también conocido como M 34 o NGC 1039) es un cúmulo abierto en la constelación de Perseo. Fue descubierto por Giovanni Batista Hodierna antes de 1654 e incluido por Charles Messier en su catálogo de objetos en 1764.
El M34 está a una distancia de unos 1.400 años luz desde la Tierra y consiste de unas 100 estrellas. Abarca unos 35' en el cielo lo que equivale a radio verdadero de 7 años luz. El cúmulo es sólo visible a simple vista en condiciones muy oscuras, lejos de las luces de las ciudades. Se puede apreciar bien con prismáticos.